# Late Night Cinema
Albums de Blue Sky Black Death
Razah's Ladder
(2007) The Evil Jeanius
(2008)
Late Night Cinema est le deuxième album studio de Blue Sky Black Death, sorti le 29 avril 2008.
Il s'agit d'un album instrumental.

## Liste des titres
| No  | Titre                     | Contient un (des) sample(s) de | Durée |
| --- | ------------------------- | --- | ----- |
| 1.  | The Era When We Sang      | Move Over des Soul Children Burning Bridges de Lalo Schifrin et Mike Curb Congregation                                                         | 6:01  |
| 2.  | Lord of Our Vice          | Do Right Woman, Do Right Man d'Aretha Franklin                                                                                                 | 6:40  |
| 3.  | Ghosts Among Men          | | 7:31  |
| 4.  | A Private Death           | The Gravel Road de James Newton Howard et Hilary Hahn Rue des cascades de Yann Tiersen For Emily, Wherever I May Find Her de Simon & Garfunkel | 6:28  |
| 5.  | Shoot You Dead            | I Lost Sight of the World de Bobby Bland | 5:17  |
| 6.  | Listen Child              | | 5:36  |
| 7.  | My Work Will Be Done      | I Believe to My Soul de Ray Charles | 4:37  |
| 8.  | Forgive Me                | I'll Take Care of You de Bobby Bland St. James Infirmary de Bobby Bland                                                                        | 4:48  |
| 9.  | Different Hours           | People Get Ready d'Aretha Franklin | 4:10  |
| 10. | All the News is Bad Again | | 4:55  |
| 11. | Legacy to Fuel            | | 2:50  |